# Movimiento Estamos Listas
Estamos Listas fue un movimiento político feminista que tuvo su primera participación en las elecciones locales de Medellín de 2019 donde obtuvo una curul en el Concejo de Medellín ocupada por la profesora Cecilia Saldarriaga.
En junio de 2019 presentó 41.948 firmas a la Registraduría Nacional del Estado Civil para avalar su lista al Concejo de Medellín en las elecciones de ese mismo año. La lista cerrada fue conformada por 14 mujeres y 6 hombres. Adicional al concejo se lanzaron tres candidatos a la Junta Administradora Local del Corregimiento de Santa Elena (Medellín), quedando elegidas Cristina María Gallego Gallego y Carolina Mejía Sierra.

## Convención Nacional Feminista 2021
El 8 de marzo de 2021 se convocó a la primera Convención Nacional Feminista en Colombia. El evento se llevó a cabo en Honda, Tolima a orillas del Río Magdalena, los días 5 y 6 de abril, donde se reunieron alrededor de 100 mujeres y otras tres mil de manera virtual, además contó con la participación de Francia Márquez Mina y Ángela María Robledo, ambas precandidatas para las elecciones presidenciales de 2022. La Convención apoya a ambas candidatas sin darles un aval de algún partido o movimiento, ya que Francia Márquez hace parte del Pacto Histórico y el estado de la candidatura de Ángela Robledo era incierto.
El Movimiento Estamos Listas convocó este evento para impulsar candidaturas feministas a la Presidencia de la República y la de una lista al senado para las elecciones legislativas del 2022 que estará conformada mayoritariamente por mujeres. La lista denominada Juntas por la Igualdad espera estar conformada para el 12 de octubre del 2021 en una votación interna del movimiento y estará compuesta en un 60% por mujeres; en donde el 20% será de mujeres de regiones subrepresentadas de Colombia, en departamentos como Amazonas, Arauca, Caquetá, Guainía, La Guajira, Putumayo, Quindío, San Andrés, Vaupés y Vichada, otro 20% de mujeres afrodecendientes, 20% de personas pertenecientes a la comunidad LBGT y 40% restante que será de mujeres que no aplican en las categorías anteriores. La Convención fue posible, además del Movimiento Estamos Listas, de la Casa de la Mujer, la Corporación Ecológica y Cultural Penca de Sábila, la Corporación Educativa Combos, la Corporación Humanas Colombia, la Red Nacional de Mujeres, la Ruta Pacífica de las Mujeres y la Unión de Ciudadanas de Colombia.

## Resultados electorales
|  | 3.77 % |

|  | 14.4 % |

Elecciones legislativas
| Senado | Senado  | Senado          | Senado  |
| Año    | Votos   | %               | Escaños |
| ------ | ------- | --------------- | ------- |
| 2022   | 108.657 | \| \| 0.66 % \| | 0/108   |
|        | 0.66 %  |                 |         |